# Verbascum akhalkalakiense
Verbascum akhalkalakiense är en flenörtsväxtart som beskrevs av Eugen Iwanowitsch Bordzilowski. Verbascum akhalkalakiense ingår i släktet kungsljus, och familjen flenörtsväxter. Inga underarter finns listade i Catalogue of Life.